# Crepidohamma cinctipes
Crepidohamma cinctipes är en tvåvingeart som först beskrevs av Curtis Williams Sabrosky 1943. Crepidohamma cinctipes ingår i släktet Crepidohamma och familjen smalvingeflugor.
Artens utbredningsområde är Panama. Inga underarter finns listade i Catalogue of Life.